# 古牧温泉
古牧温泉（こまきおんせん）は、青森県三沢市（旧国陸奥国）にある温泉である。

## 温泉街

### 古牧温泉
古牧温泉は、三沢市および上北郡六戸町にまたがる22万坪の敷地を有する一大温泉レジャー施設であったが、2004年11月の経営破綻によって、一部施設は閉鎖された。温泉名は三沢駅の旧称である古間木駅（ふるまき）の音読みから漢字を置き換えて命名した。

### 入浴施設
露天風呂「浮湯」は美しい木々に囲まれ滝が望める広い池の中に大きく張り出し、水の上に浮かんだような開放感がある。三沢駅近くには、レトロな雰囲気の「古牧元湯」もある。

### 宿泊施設
以前は「古牧第1～第4グランドホテル」と称していたが、経営破綻を経て、古牧温泉をわかりやすくするため、2008年4月に「古牧温泉 青森屋」と改称した（第1グランドホテルは老朽化が進んだため、名称変更前に閉鎖）。後に「星野リゾート青森屋」に再度名称を変更。本館・西館・東館がある。

### 古牧温泉渋沢公園

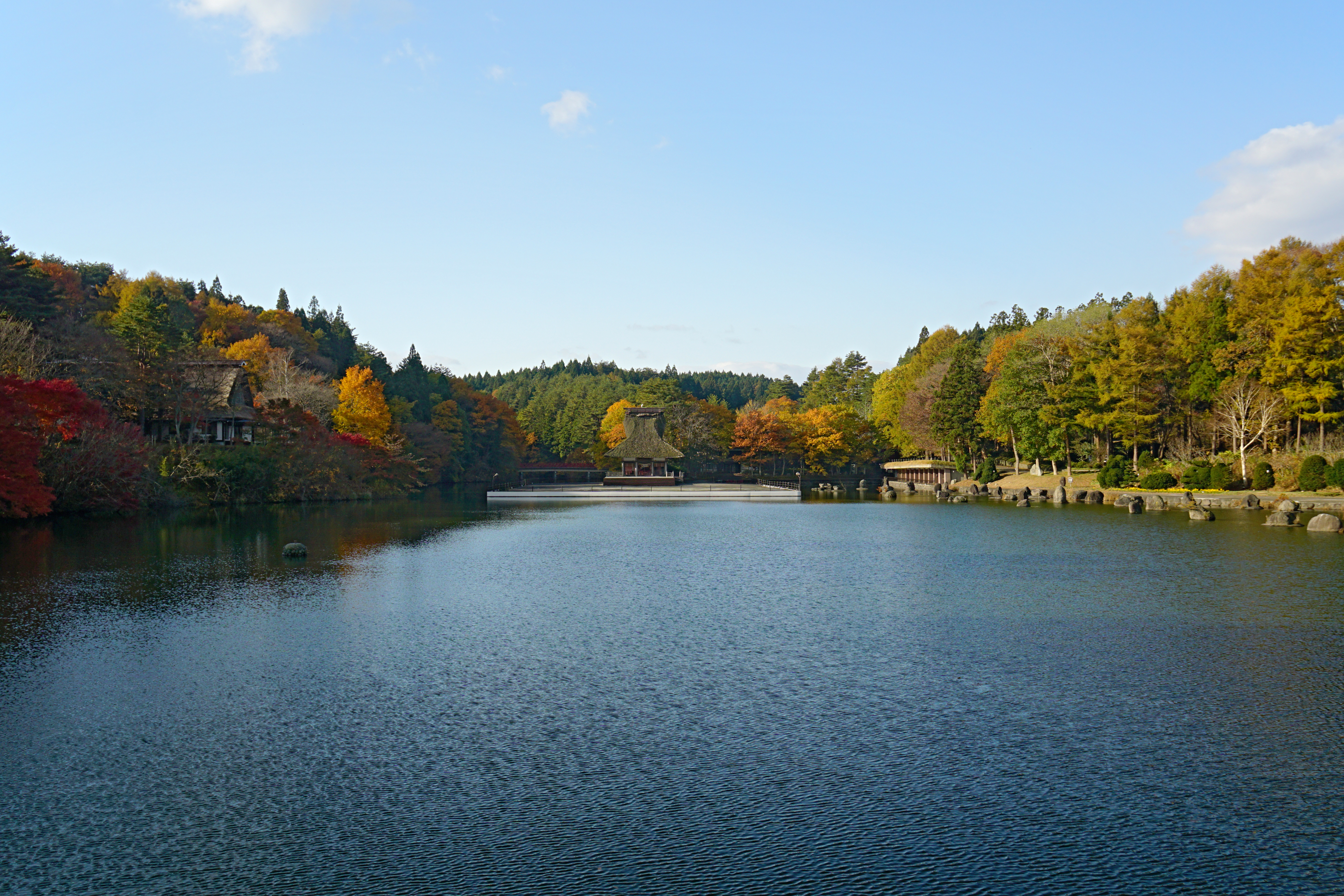
古牧温泉渋沢公園

かっぱ沼を中心とする73万平方メートルの公園。沼畔の散策路沿いに浮見堂や南部曲屋などが所在する。

## 歴史
三本木町（現：十和田市）には、約1660ヘクタールにおよぶ渋沢家の渋沢農場があった。しかし、太平洋戦争後の財閥解体に伴い、農場は政府に没収され、山林伐採後は公有地として農家の二男、三男の入植政策が行われることになった。
この折、その山林から杉や松を伐採し、三沢や八戸の進駐軍に建築材として納めるよう連合国総司令部から命令が下った。命令を受けた大蔵大臣の渋沢敬三は自身の秘書の杉本行雄に三本木に赴くことを要請。渋沢家に恩義を感じていた杉本は迷うことなく、「わかりました。行かせていただきます」と応え、32歳のときに東京から青森に移住。渋沢農場の解体を担うことになる。
三本木に移った杉本は、製函製材所を作り、伐採しては進駐軍に納める仕事を繰り返す。製材所経営を行いつつ、地元には娯楽が少ないため、豊かな自然を活かし楽しみの場を作りたいとの夢が膨らむ。幸いにして、移住直後に購入した山林が朝鮮特需で大きく値上がりしていた。この余裕資金を下に、1951年に十和田開発（後の古牧温泉渋沢公園）を設立し、1953年に十和田科学博物館、1961年に小川原湖民族博物館、翌年に古牧グランドホテルの前身であるホテル祭魚洞を等を設立。観光施設を整備していった。
だが、施設は整備したものの、交通が不便で客足は伸び悩んだ。そこで、交通手段の確保や事業拡大を狙い、十和田観光電鉄の株を買い増して社長に就任。子会社として小川原湖観光開発、まかど温泉ホテル（現：まかど観光ホテル）等を設立した。しかし、十鉄労働組合が私鉄総連加盟を巡って、長期ストライキを打った。事態収拾に疲れた杉本は国際興業に十鉄の買収を打診。1969年10月、社長から退いた。
鉄道会社の経営には挫折したものの、観光施設の繁栄には温泉が必要と考えた杉本は、北海道大学で地質学の教授を歴任後、十和田科学博物館館長をしていた鈴木醇と共に綿密な調査を実施。その結果、古牧第1グランドホテルがあったところを採掘することに決める。ボーリングには三千万円が必要だったが、どの取引金融機関も融資を渋ったため、政府系金融機関を口説き落とし、なんとか資金のめどをつけ、湧出量豊富な源泉を掘り当てた。
古牧温泉は、22万坪の広大な渋沢公園内に4つのグランドホテルと小川原湖民族博物館、ボウリング場やプール等も整備され、県下最大のレジャー施設となり、温泉リゾートの典型例として高く評価された。旅行新聞社の「行ってみたい観光地」で、10年連続1位に輝くなど、古牧グループの経営戦略は時流に乗り、関連の宿泊施設等は、「古牧第1～第4グランドホテル」「奥入瀬渓流グランドホテル」「奥入瀬渓流第二グランドホテル」「奥入瀬渓流温泉ホテル」、「現代湯治のやどおいらせ」「奥入瀬渓流温泉青山荘」、「谷地温泉」、「十和田湖グランドホテル」、「小川原湖民族博物館」、「奥入瀬渓流観光センター」等を有するまでに成長した。
しかし、経営拡大路線に乗じて、バブル期に金融機関から40億円借金して建設した「奥入瀬渓流第二ホテル」が、投資に見合った利益が上がらず、2003年に杉本が事故死（自死とも）したことも重なり、長引く景気低迷に勝てず、2004年11月、民事再生法の適用を申請。経営破綻した。負債総額は古牧温泉渋沢公園が130億円、子会社の十和田観光開発が90億円。
経営破綻を受け、ゴールドマン・サックスグループ（GS）が投資を決定し、事業再生に乗り出した。2005年11月からは星野リゾートとの協業がスタートし、GSと共同で設立したHGSマネジメントが経営指導を行い、資産を保有する三沢奥入瀬観光が経営主体となり、「古牧温泉 青森屋」と「奥入瀬渓流ホテル」の経営にあたっている。後年、「古牧温泉 青森屋」は「星野リゾート青森屋」として再度、名称を変更した。
なお、経営破綻した際に創業した杉本家の親族が十和田・八甲田観光を設立し、谷地温泉や十和田湖グランドホテルなどの経営を引き継いだが、2008年に両施設の経営権は、伊東園ホテルズに移っている。

## 付帯施設

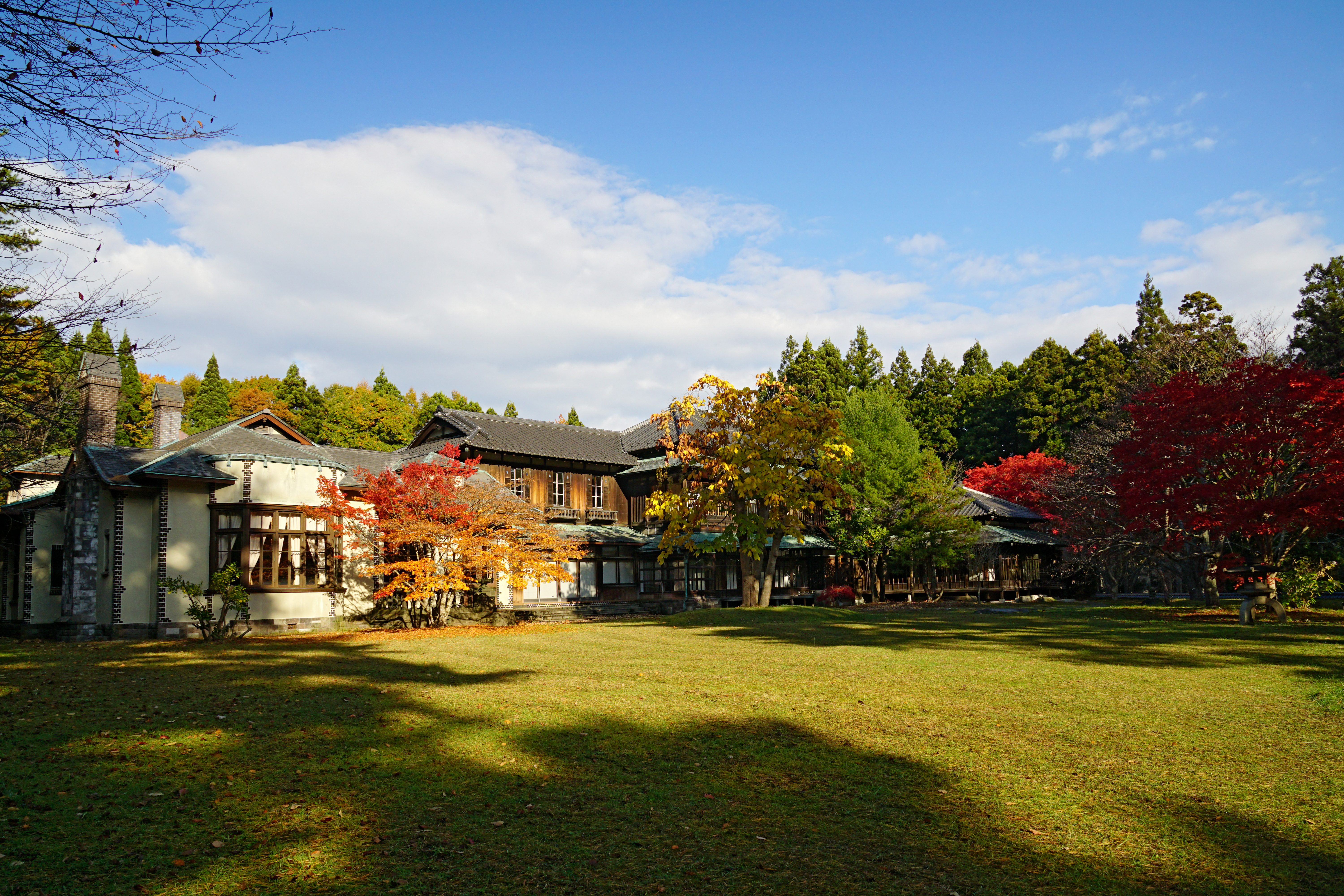
旧渋沢邸

- 旧渋沢家住宅（旧渋沢邸）…東京へ再移築。

1887年に清水組（現：清水建設）の二代清水喜助の施工によって、東京・深川に建てられた渋沢栄一、敬三の邸宅である。
1909年に三田に移転し、戦後、大蔵大臣であった敬三の手によって政府に物納され、大臣官邸、共用会議所として使用された。 その後、杉本が陳情を重ねて払い下げを受け、1991年に当地に復原が完成した。工費は約10億円。2009年に六戸町の文化財に指定されるが、経営破綻によって内部観覧は不可となっていた。だが、今般、清水建設が現存する唯一の二代清水喜助の作品であるため、所有する三沢奥入瀬観光開発に買い取りを申し入れ、2018年6月に売買予約契約を締結した。清水建設は江東区潮見に整備するイノベーションセンター内に旧渋沢邸を再移築し、2024年に一般公開を予定する。
車庫の屋根裏は戦前の一時期、渋沢敬三の私設博物館「アチック・ミュージアム」が置かれた。同ミュージアムはその後、東京都保谷市（現在の西東京市）に移転し、民俗学研究所、後に日本常民文化研究所に発展した。そのコレクションは現在の国立民族学博物館（大阪府吹田市）に引き継がれている。
- 茅葺民家

上北郡六ヶ所村平沼より移設。
- 小川原湖民俗博物館…廃館。

渋沢敬三の博物館思想を具体化。その展示資料、映像資料は膨大で、温泉施設内の展示施設としては国内最大規模だった。青森県より岩手県にまたがる南部地方の民俗文化を取り上げる博物館として運営されたが、建物の老朽化で2015年4月で廃館。展示物は県内自治体等で分散保管となる。

## アクセス
- 鉄道
  - 青い森鉄道線三沢駅から徒歩5分。
- 車
  - 第二みちのく有料道路六戸仮出入口よりすぐ。
- 無料送迎バス
  - 八戸駅、三沢駅、三沢空港、青森空港などと結ぶ（要予約）。